# الکساندر اسمیرنوف (بازیکن فوتبال، زاده ۱۹۹۱)
الکساندر اسمیرنوف (روسی: Александр Васильевич Смирнов؛ زادهٔ ۳ مهٔ ۱۹۹۱) بازیکن فوتبال اهل روسیه است.